# حكومة محمد شياع السوداني
حكومة محمد شياع السوداني حكومة عراقية رئيسها محمد شياع السوداني، الذي رشحه الإطار التنسيقي وصوّت له مجلس النواب واختاره يوم 13 تشرين الأول سنة 2022، وشكّلَ حكومتَه تحالفُ إدارة الدولة، فنالت ثقةَ مجلس النواب في 27 تشرين الأول سنة 2022، بعد مضي سنة عسيرة على الانتخابات النيابية في العراق، بدون تشكيل حكومة وانسحاب الكتلة الصدرية التي كانت أكبر الكتل.

## قائمة الوزراء
قائمة الوزراء وانتماءهم الحزبي.
| الوزارة                                   | الوزير                        | الحزب                 | الفترة                |
| ----------------------------------------- | ----------------------------- | --------------------- | --------------------- |
| رئيس وزراء العراق                         | محمد شياع السوداني            | تيار الفراتين         | 27 تشرين الأول 2022 - |
| وزارة الخارجية النائب الأول لرئيس الوزراء | فؤاد حسين                     | الديمقراطي الكردستاني | 27 تشرين الأول 2022 - |
| وزارة النفط النائب الثاني لرئيس الوزراء   | حيان عبد الغني                | دولة القانون          | 27 تشرين الأول 2022 - |
| وزارة التخطيط النائب الثالث لرئيس الوزراء | محمد علي تميم                 | تقدم                  | 27 تشرين الأول 2022 - |
| وزارة الداخلية                            | عبد الأمير الشمري             | عسكري                 | 27 تشرين الأول 2022 - |
| وزارة المالية                             | طيف سامي                      |                       | 27 تشرين الأول 2022 - |
| وزارة الدفاع                              | ثابت العباسي                  | تحالف حسم             | 27 تشرين الأول 2022 - |
| وزارة التربية                             | إبراهيم نامس الجبوري          | حزب السيادة           | 27 تشرين الأول 2022 - |
| وزارة التعليم العالي والبحث العلمي        | نعيم العبودي                  | إئتلاف الفتح          | 27 تشرين الأول 2022 - |
| وزارة الاتصالات                           | هيام الياسري                  | العقد الوطني          | 27 تشرين الأول 2022 - |
| وزارة الاعمار والإسكان                    | بنكين عبد الله رايكاني        |                       | 3 كانون الأول 2022    |
| وزارة الصناعة والمعادن                    | خالد بتال نجم                 | حزب السيادة           | 27 تشرين الأول 2022 - |
| وزارة الصحة                               | صالح الحسناوي                 |                       | 27 تشرين الأول 2022 - |
| وزارة البيئة                              | نزار محمد سعيد ثم هلو العسكري |                       | 3 كانون الأول 2022 -  |
| وزارة الشباب والرياضة                     | أحمد محمد المبرقع             | دولة القانون          | 27 تشرين الأول 2022 - |
| وزارة العمل والشؤون الاجتماعية            | أحمد الأسدي                   | إئتلاف الفتح          | 27 تشرين الأول 2022 - |
| وزارة الكهرباء                            | زياد علي فاضل                 |                       | 27 تشرين الأول 2022 - |
| وزارة الموارد المائية                     | عون ذياب                      |                       | 27 تشرين الأول 2022 - |
| وزارة النقل                               | رزاق محيبس السعداوي           | إئتلاف الفتح          | 27 تشرين الأول 2022 - |
| وزارة العدل                               | خالد سلام سعيد                | الوطني الكردستاني     | 27 تشرين الأول 2022 - |
| وزارة الثقافة                             | أحمد فكاك البدراني            | تقدم                  | 27 تشرين الأول 2022 - |
| وزارة الزراعة                             | عباس جبر العلياوي             | دولة القانون          | 27 تشرين الأول 2022 - |
| وزارة التجارة                             | أثير داود سلمان الغريري       | عزم                   | 27 تشرين الأول 2022 - |
| وزارة الهجرة والمهجرين (العراق)           | إيفان فائق يعقوب              | بابليون               | 27 تشرين الأول 2022 - |

## المنهاج الحكومي

دفتر جدول أعمال مجلس الوزراء سنة 2023

في 27 تشرين الأول سنة 2022، نشرت حكومة محمد السوداني منهاجها الحكومي، وقالوا إنه "تم الاتفاق بين جميع القوى السياسية على هذا المنهاج"، الذي تضمّن:
- العمل على إصلاح القطاعات الاقتصادية والمالية والخدمية.
- معالجة الفقر والبطالة ومكافحة الفساد المالي والإداري.
- معالجة أزمة الكهرباء وزيادة ساعات تجهيز المواطنين.
- حماية الفئات الفقيرة من المجتمع.
- مكافحة البطالة وتوفير فرص العمل وتفعيل دور هيئات الاستثمار والنهوض بالصناعة.
- الإسراع في إعمار المناطق المحررة والانتهاء من ملف النازحين.
- تحسين الخدمات الصحية للمواطنين.
- تحسين قطاع الإعمار والخدمات البلدية.
- مكافحة الفساد وهدر المال العام.
- تحسين زيادة الإنتاج الزراعي وحمايته.
- تحسين القطاع الصناعي وإعادة الثقة بالمنتوج العراقي.
- تطوير الصناعة النفطية.
- إعادة هيكلة الموازنة العامة وإدارة المال العام لتقليل ضغط الانفاق الاستهلاكي.
- وتحسين جودة خدمات الاتصالات وحمايتها وتطوير قطاع النقل.
- تحقيق نظام تربوي وتعليمي ملتزم بالقيم ويوفر فرص تعلم للجميع بجودة عالية.
- تحسين الاستثمار وتوسيع آفاقه وتفعيل قطاع السياحة لتنويع اقتصاد البلاد.
- تبني سياسة سكانية تواكب التحولات في البنية الديموغرافية للسكان.
- تفعيل قضايا حقوق الإنسان وتمكين المرأة.
- تعزيز سيادة العراق وحماية مصالحه.
- طرح رؤية ومشروع لحل الإشكالات بين حكومتي الاتحادية وإقليم كردستان.
- تعزيز الأسس الكفيلة لإعادة بناء المؤسسة العسكرية والأمنية.
- مشروع تعديل قانون انتخابات مجلس النواب، وإجراء انتخابات مبكرة خلال عام.

## الرئاسات الأربع
.

السوداني وعن يمينه فائق زيدان وعن يساره عبد الرشيد لطيف فمحمد الحلبوسي

- رئيس الجمهورية:عبد اللطيف رشيد عُيّنَ رئيساً للجمهورية يوم 13 تشرين الأول 2022.
- رئيس الوزراء: محمد شياع السوداني: عيّن رئيساً للوزراء يوم 13 تشرين الأول 2022..
- رئيس مجلس النواب: محمد الحلبوسي: اُنتخب رئيساً للمجلس يوم 9 كانون الثاني سنة 2022،[5] وقد كان الحلبوسي أيضاً رئيساً لمجلس النواب سنة 2018 في حكومة عادل عبد المهدي ثم حكومة مصطفى الكاظمي سنة 2020 حتى سنة 2022.
- رئيس مجلس القضاء الأعلى: فائق زيدان، عُيّن رئيساً لمجلس القضاء الأعلى يوم 15 كانون الثاني سنة 2017.[6]

## الجهات غير المرتبطة بوزارة
في الحكومة العراقية مناصب ومؤسسات غير مرتبطة بوزارة، ألغى السوداني بعض المعيّنين لتلك المناصب، وأبقى بعضاً،:
- البنك المركزي: كان مصطفى غالب مخيف محافظاً للبنك المركزي، عيّنه رئيس الوزراء السابق مصطفى الكاظمي، وحين تسلّم محمد شياع السوداني رئاسة الوزراء، طرأت مشكلة انخفاض قيمة الدينار العراقي انخفاضاً مؤثراً مقابل الدولار الأمريكي، واعترض محمد شياع السوداني على أهليّة مصطفى غالب لمنصب محافظ البنك المركزي،[8] وفي 23 كانون الثاني سنة 2023 أُعفيَ مصطفى غالب من منصبه،[9] فعيّنَ السوداني بعده علي محسن العلاق محافظاً للبنك المركزي، وظلت مشكلة انخفاض الدينار، قال المحلل السياسي نصيف الخصفاف في مقابلة منشورة يوم 22 شباط سنة 2023 إن "سعر صرف الدينار انخفض أثر ضوابط التحويلات الخارجية التي لم يكن العراق ملتزما بها منذ 2003 لأسباب مرتبطة بالفوضى ومنتجي الفوضى الذين تسلموا الحكم بعد سقوط النظام السابق".[10]
- جهاز الأمن الوطني العراقي، رئيسه حميد الشطري، عُيّن في عهد مصطفى الكاظمي سنة 2021، وظلّ في منصبه حتى 5 تموز سنة 2023 حين عيُنَ عبد الكريم عبد فاضل بدلاً منه.[11]
- جهاز المخابرات الوطني العراقي، رئيسه رائد جوحي، عُيّن في عهد مصطفى الكاظمي، وأُعفيَ بعد بضعة أيام من رئاسة السوداني، وذكرَ السوداني أن مثل هذا القرار لا يقع من ضمن سياسة الاستهداف أو الإقصاء لجهات معينة أو حسابات سياسية.[10]

## موازنة 2023 وما بعدها

موازنة ذات ٣ سنوات

في يوم 12 آذار سنة 2023، أعلنت طيف سامي عن الانتهاء من كتابة مسودة موازنة سنة 2023، تمهيداً لعرضها على مجلس النواب للتصويت عليها. وفي يوم 12 حزيران سنة 2023 أقرّ مجلس النواب الموزانة العامة للعراق لمدة ثلاث سنوات، 23 و24 و25، وتضمنت الموازنة نفقات مقترحة مقدارها 198 ترليوناً و910 مليارات دينار عراقي تعادل (153 مليار دولار) لكل سنة، وأما إجمالي الإيرادات في الموازنة فإن الحكومة قد افترضت أن سعر برميل النفط 70 دولاراً، فقدّرت أن الإيراد سيكون 134 ترليوناً و5 مليارات دينار، تعادل (103,4 مليارات دولار)، علماً بأن 90% من إيرادات العراق من بيع النفط، وحصة إقليم كردستان العراق هي 12,67 بالمئة.